# تسوگنی
تسوگنی (به لاتین: Tsugni) یک منطقهٔ مسکونی در روسیه است که در شهرستان آگولسکی واقع شده‌است.